# Richard Band
Richard Howard Band (Los Ángeles, 28 de diciembre de 1953) es un compositor estadounidense de música de cine. Ha marcado más de 85 películas, incluida From Beyond, que ganó el premio a la mejor banda sonora original en el Festival de Sitges.

## Biografía
Band nació en Los Ángeles, California. Él es el hijo del director/productor de cine Albert Band, el hermano del director/distribuidor Charles Band y el tío del músico Alex Band.
Desde finales de la década de 1970, Band ha compuesto música de películas para películas de terror y ciencia ficción regularmente. Su primer puntaje notable fue para Laserblast de 1977, que cocompuso con Joel Goldsmith.
Grabó las películas posteriores de Gordon, como The Pit and the Pendulum y Castle Freak de 1995, la última de las cuales contó con una escritura ingeniosa para un cuarteto de cuerda. Fue nominado para un Premio Emmy por el episodio del Maestro del Horror de Gordon "Dreams in the Witch House".
Su puntaje para Re-Animator fue elogiado por la revista Music From the Movies, que dijo: "La música de Band es oscura y directa, creando una atmósfera intensa y espeluznante, pero siempre con un toque humorístico... Sin duda, Richard Band es indudablemente uno de los compositores más subestimados en el negocio del cine ". [2]
Desde 2000, Band ha hecho menos películas, aunque ha marcado muchos episodios de programas de televisión como Stargate SG-1, Walker: Texas Ranger. También desarrolló la música de campaña para muchos espectáculos en el WB, como Buffy the Vampire Slayer y Smallville. [3]

## Trabajos
Trophy Heads (2014)
Throwback (2014)
Unlucky Charms (2013)
Ooga Booga (2013)
Puppet Master X: Axis Rising (2012)
Shiver (2012)
Eyes Only (2011)
Evil Bong 3-D: The Wrath of Bong (2011)
Puppet Master: Axis of Evil (2010)
Last Remaining Light (2010)
Angels (2009)
Safe Haven: The Warsaw Zoo (2009)
Fortune Teller (2008)
The Raven (2007)
Masters of Horror: The Washingtonians (2007)
Nympha (2007)
Masters of Horror: Valerie on the Stairs (2006)
Masters of Horror: Dreams in the Witch-House (2005)
Beyond Re-Animator (2003)
Puppet Master: The Legacy (2003)
The Silvergleam Whistle (2003)
My Horrible Year (2001)
Planescape: Torment (1999)
Curse of the Puppet Master (1998)
Stargate SG-1 (1998)
Three (1998)
Hideous! (1997)
In The Doghouse (1998)
Bugs (1996)
Head of the Family (1996)
Robo Warriors (1996)
Shadow of the Knight (1996)
Zarkorr! The Invader (1996)
Castle Freak (1995)
Dragonworld (1995)
Magic Island (1995)
Time Warrior: Planet of the Dino-
Knights (1995)
Time Warrior: Journey to the Magic Cavern (1995)
Time Warrior: The Human Pets (1995)
Time Warrior: Trapped on Toy World (1995)
Castles (1994)
Puppet Master 5: The Final Chapter (1994)
Shrunken Heads (1994)
Dollman vs. Demonic Toys (1993)
Prehysteria! (1993)
Puppet Master 4 (1993)
Remote (1993)
Demonic Toys (1992)
Doctor Mordrid (1992)
The Resurrected (1992)
Seed People (1992)
Trancers III (1992)
Arena (1991)
Trancers II (1991)
Puppet Master III: Toulon's Revenge (1991)
Bride of Re-Animator (1990)
The Arrival (1990)
Crash and Burn (1990)
The Pit and the Pendulum (1990)
Puppet Master II (1990)
Shadowzone (1990)
The Caller (1989)
Arena (1989)
Puppet Master (1989)
Prison (1988)
Eliminators (1986)
From Beyond (1986)
Ghostwarrior (1986)
TerrorVision (1986)
Troll (1986)
Zone Troopers (1986)
The Dungeonmaster (1985)
Ghoulies (1985)
Re-Animator (1985)
Mutant (1984)
The House on Sorority Row (1983)
Metalstorm: The Destruction of Jared-Syn (1983)
Parasite (1982)
Time Walker (1982)
Dr. Heckyl and Mr. Hype (1980)
The Day Time Ended (1980)
Laserblast (1978)